# Bidessus anatolicus
Bidessus anatolicus är en skalbaggsart som beskrevs av Wewalka 1972. Bidessus anatolicus ingår i släktet Bidessus och familjen dykare.

## Underarter
Arten delas in i följande underarter:
- B. a. anatolicus
- B. a. kadmos
- B. a. phoenix